# 三中心四电子键
三中心四电子键是用来解释超价分子中成键情况的一种模型，这些分子包括五氟化磷、六氟化硫、氟化氙以及氟化氢根离子。 也被叫做Pimentel-Rundle三中心模型，因为早在1951年，喬治·皮門特爾就发表了相关研究，而该研究是建立在Robert E. Rundle对于缺电子成键研究上的。
这个模型主要研究三个成直线原子间的成键，例如XeF2中的成键情况。该模型使用了三个并排成直线原子轨道来描述直线型的F-Xe-F分子。Xe-F键是由中心原子（Xe）的全满p轨道和轴向原子（F）的两个半满轨道组合而成，包括一个全满的成键轨道，一个全满的非键轨道和一个空的反键轨道。HOMO主要集中在两个端基原子上，对应的现象是在超价分子中端基原子的电负性都很大。其他更复杂的分子，例如PF5和SF4，则相当于采取了一个三中心四电子键外加三个（PF5）或两个（SF4）其他的已知键。而SF6中所有键均用三中心四电子键来解释。

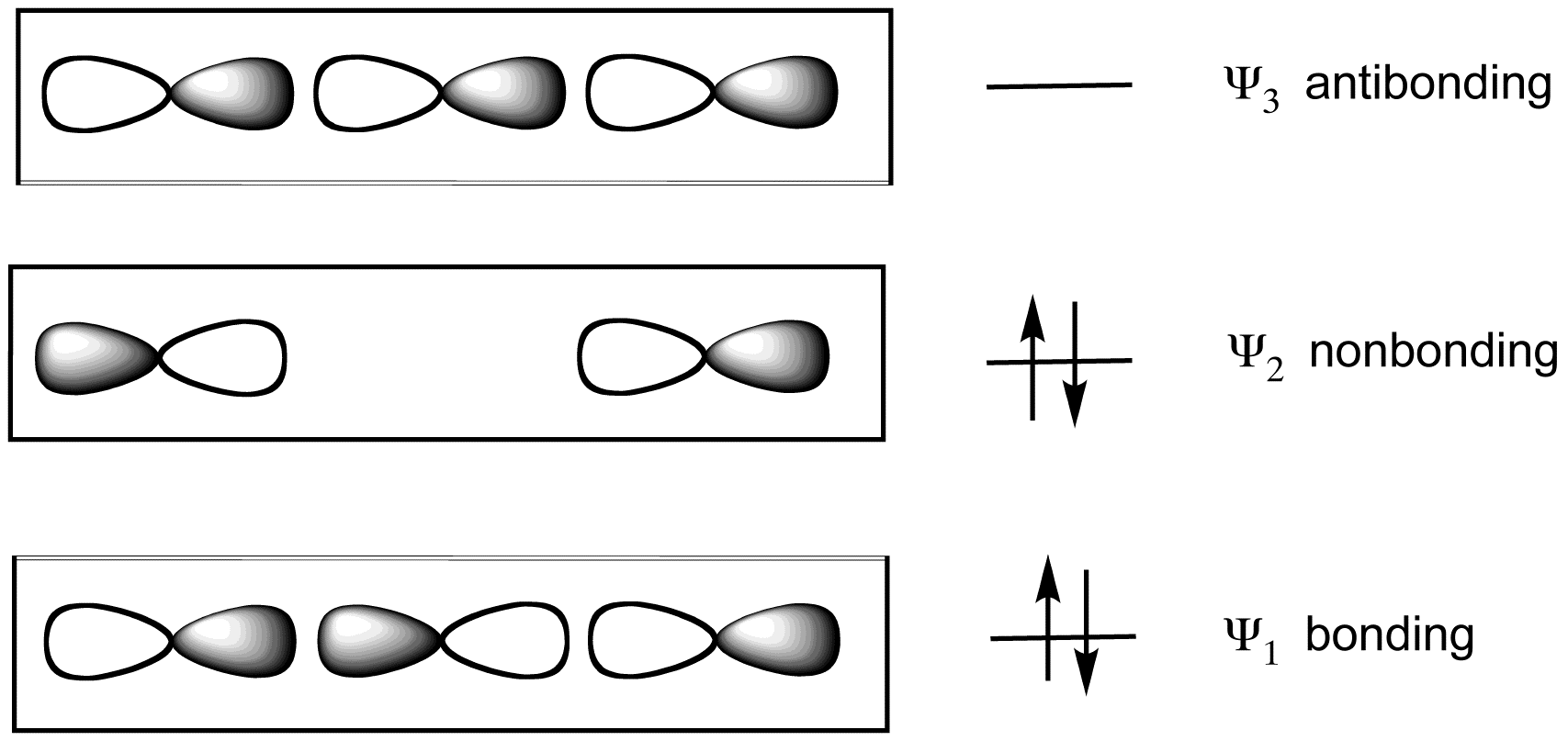
超价分子XeF_{2}中的3c-4e模型。

XeF2中的成键情况也可以用以下的路易斯结构的共振式表示：
在这种表述方式中，八隅体规则没有被破坏，每个键的键级为1/2，同样也符合氟原子周围电荷密度增高的试验现象。这种解释和以上通过分子轨道理论的解释基本一致。
在一些描述超价键的比较旧的理论中，一般引用到d轨道。尽管直到2008年，一些初学者层次的大学课本仍然会出现这些理论，但是根据量子化学的计算，因为p轨道（全满）和d轨道（空）之间的能量差别太大，所以d轨道参与程度几乎可以忽略不计。另外需要了解的是，谈论共价键时所讨论的“d轨道”和进行量子化学计算时用到的“d方程”并不是完全相同的。三中心四电子键的理论的优点就是免去了对d轨道的描述，这也是人们接受该理论的原因。